# Syzygiella oppositifolia
Syzygiella oppositifolia là một loài rêu tản trong họ Jungermanniaceae. Loài này được (Spruce) Spruce miêu tả khoa học lần đầu tiên năm 1895.